# Randenburg (Randen)
Die Randenburg ist eine um 1175 wahrscheinlich im Auftrag von Diethelm von Krenkingen erbaute und im 15. Jahrhundert verfallene Spornburg im Schweizer Kanton Schaffhausen.

## Lage
Die Burg stand auf 896 m ü. M. hoch über Schleitheim auf einem Felssporn des Schlossrandens, der auf drei Seiten steil abfällt. Unmittelbar auf der Ruine steht heute der Schleitheimer Randenturm. Der Randen bildet die Fortsetzung des Aargauer Tafeljuras und zugleich das Bindeglied zwischen Schweizerjura und Schwäbischer Alb. Auf flach gelagerten Kalkplatten entstanden leicht gewellte Hochflächen, die mit scharf geschnittenen Oberkanten steil gegen kastenförmige Täler abbrechen. Die weithin sichtbaren Ränder gaben dem Gebiet den Namen.
Von der Burg existieren heute noch je ein Graben östlich und westlich der Ruine sowie wenige kleine Mauerreste.

## Geschichte
Die Burg war Stammsitz der nach ihr benannten Ritterfamilie von Randenburg, welche ursprünglich Ministerialen des Klosters Reichenau waren, das Besitzungen in Schleitheim hatte. Von 1298 bis 1376 stellten die Randenburger den Schultheissen von Schaffhausen. Die Familie spaltete sich in die Schultheissen und die Roten von Randenburg, verlor ihre einflussreiche Position in der Schaffhauser Politik erst 1415, als sie als habsburgische Vögte der Stadt abgesetzt wurde, verarmte wie viele Adelsgeschlechter in dieser Zeit und starb im 15. Jahrhundert aus. Urkunden lassen den Schluss zu, dass die Burg um 1400 noch stand und bewohnt war, dann aber verlassen wurde und rasch verfiel. Nach Johann Jakob Rüeger waren die Randenburger verwandt mit den Burgherren der Burgen Burg Randeck und Schloss Randegg. Die Randenburger saßen auch auf der Burg Tüsental.
1490 kam Schleitheim in den Besitz des halben Schlossrandens als Lehen des Klosters Reichenau. 1555 gelang es Schleitheim, die andere Hälfte samt der Ruine vom Spital zum heiligen Geist in Schaffhausen zu kaufen.

## Ausgrabungen und Sicherungsmassnahmen
In den 1880er-Jahren führte der Lokalhistoriker Samuel Pletscher Ausgrabungen durch. Wenige Jahre später wurde die Ringmauer freigelegt. Beim Bau des Aussichtsturms 1904 fand man Reste des Burgturms. Dokumentiert wurden diese Funde aber nur marginal, und die nun über der Erde gelegenen Mauerreste erlitten mit der Zeit starke Schäden. Im Sommer 2021 fanden Sicherungsmassnahmen statt, um die letzten beiden für die Zukunft zu erhalten. Dabei entdeckte man, dass es in der Burg einst gebrannt hatte und dass ein Stück der nördlichen Umfassungsmauer einst beinahe den Hang hinuntergestürzt wäre, weshalb sie damals mit Vormauerungen gesichert werden musste.

## Bilder

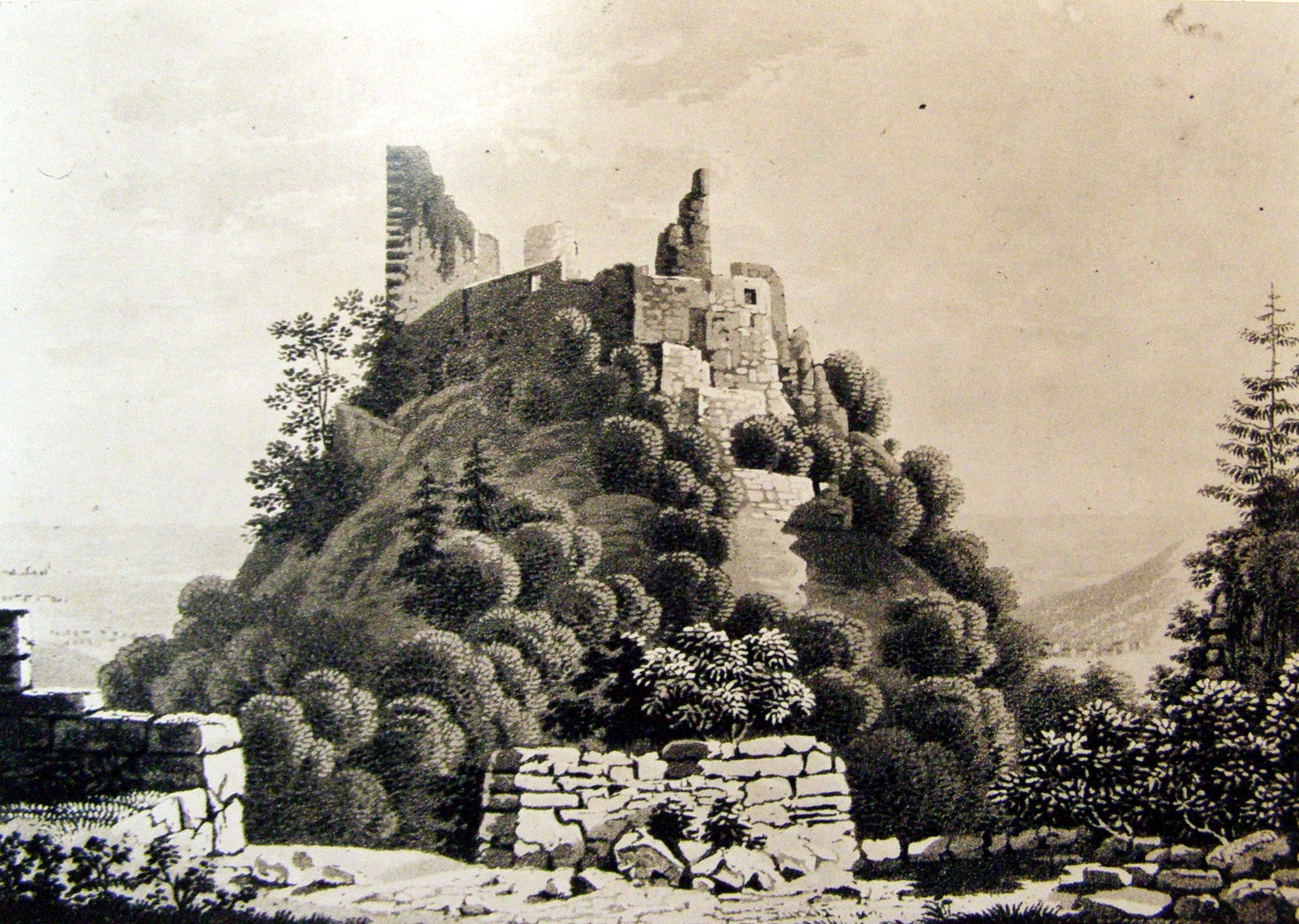
Zeichnung der Ruine um 1820
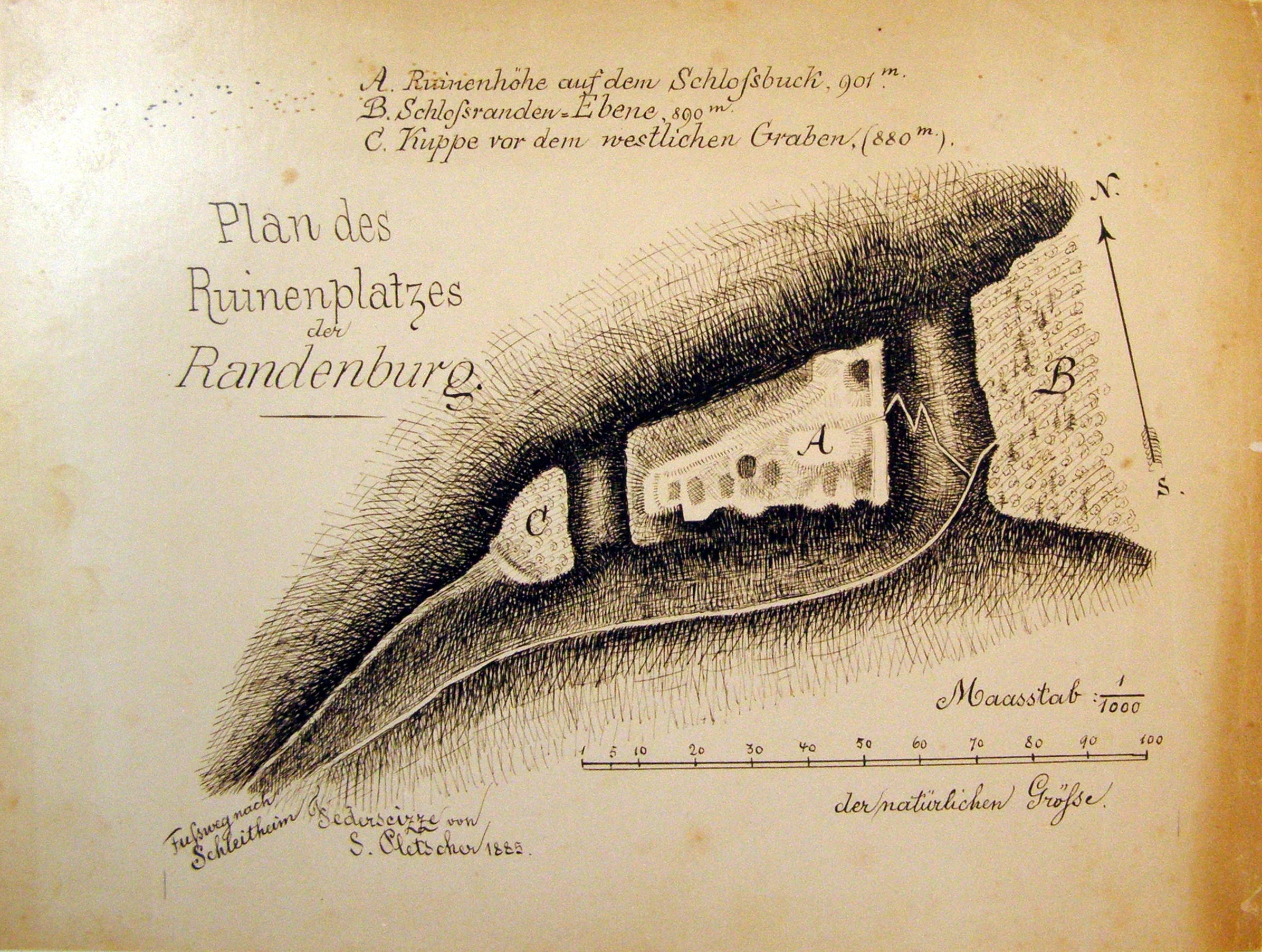
Plan der Ruine um 1885
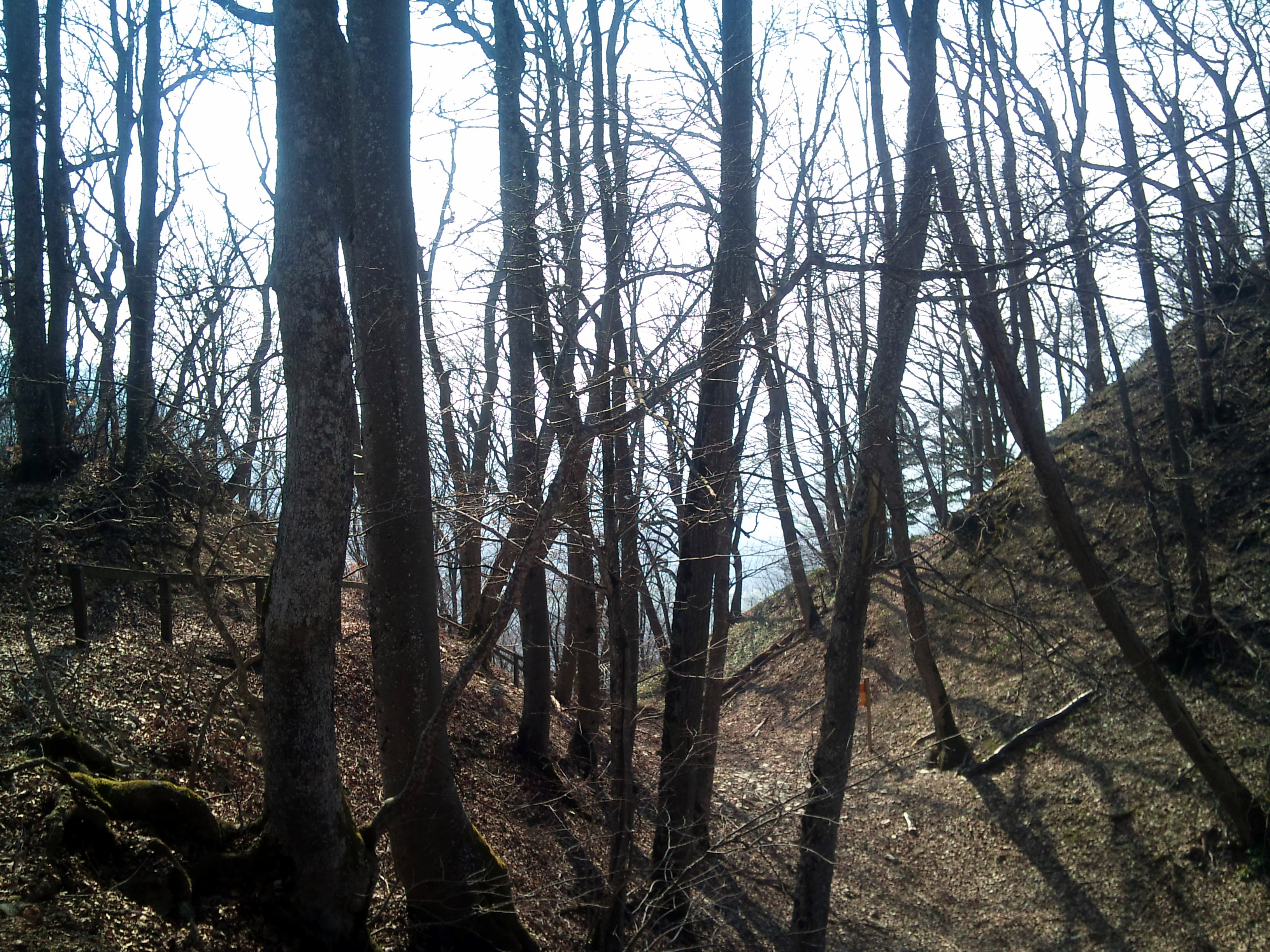
Graben im Osten der Ruine
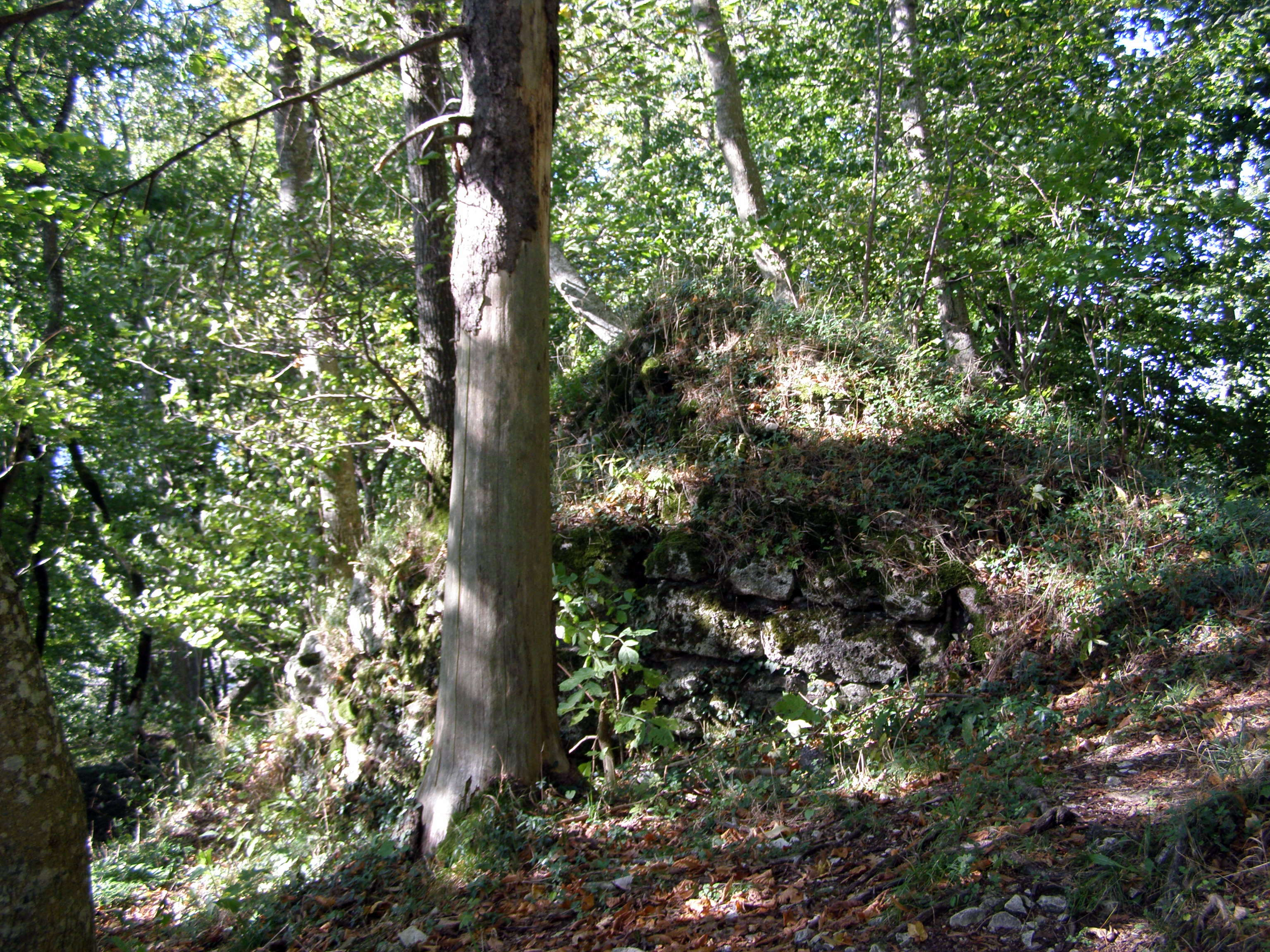
Erhaltene Mauer
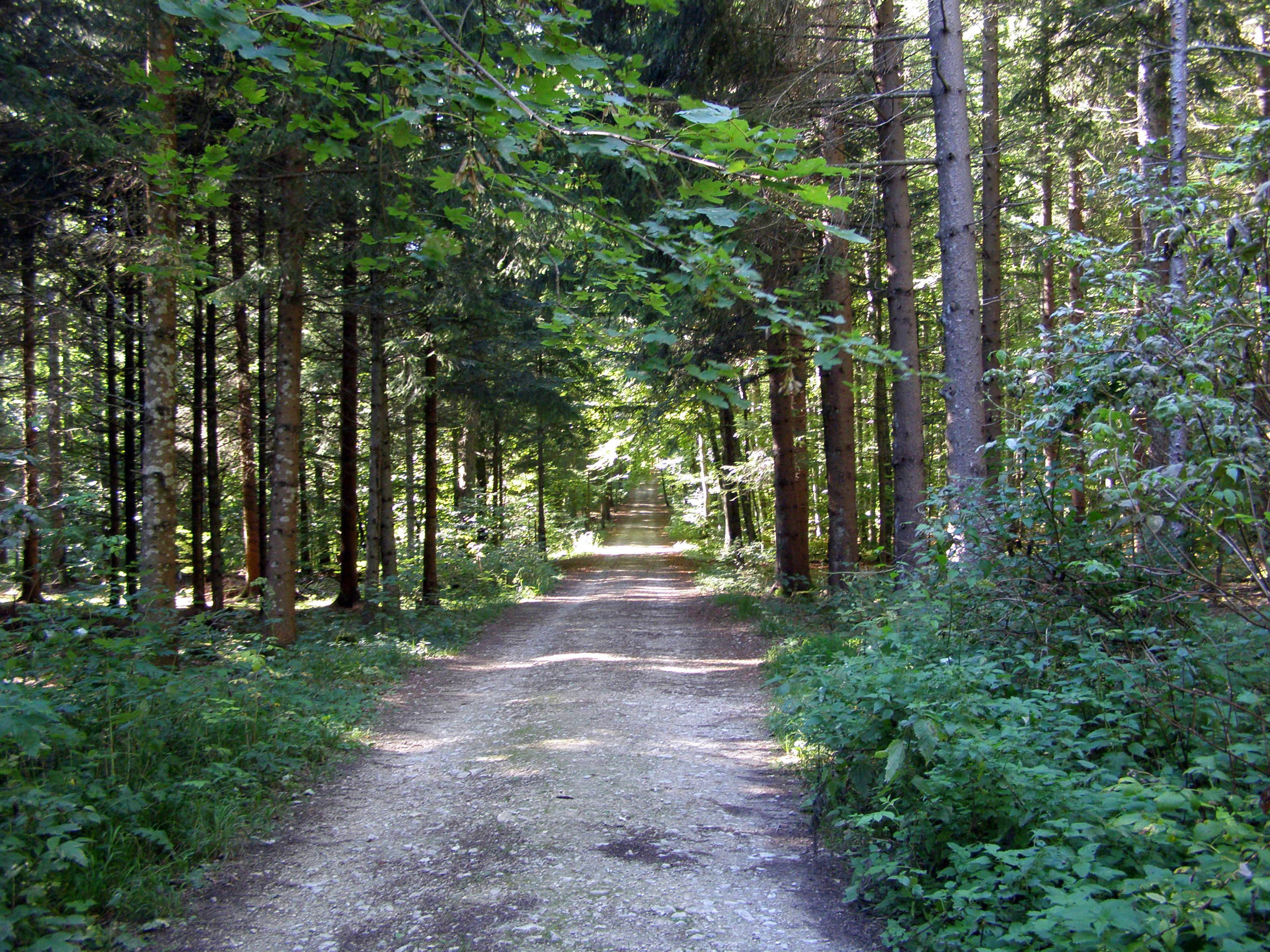
Weg zur Ruine auf dem Schlossranden
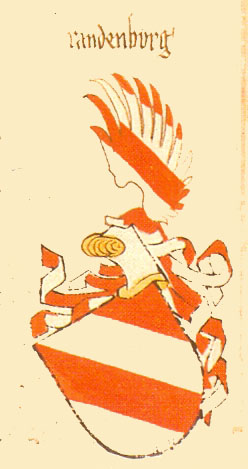
Wappen der Ritterfamilie